# Ptochosiphla
Ptochosiphla là một chi bướm đêm thuộc họ Erebidae.